# Anisostigma
Anisostigma (лат.) — монотипный род растений семейства Аизовые (Aizoaceae), подсемейства Sesuvioideae, трибы Anisostigmateae, естественно произрастающий на территории Намибии. На 2023 год, включает один вид — Anisostigma schenckii (syn. Tetragonia schenckii).

## Таксономия
Anisostigma Schinz, первое упоминание в Bull. Herb. Boissier 5(App. 3): 78. (1897).

### Синонимы
- Tetragonia sect. Anisostigma (Schinz) Engl.
- Tetragonia subgen. Anisostigma (Schinz) Adamson

### Виды
Согласно данным сайта WFO Plantlist на июнь 2023 года, род состоит из 1 вида:
- Anisostigma schenckii (Schinz) Schinz